# Take Me to Church
Take Me to Church is een nummer van de Ierse zanger Hozier. Het nummer kwam uit op 16 september 2013 en staat op zijn debuutalbum Hozier. "Take Me to Church" is geschreven door Hozier zelf en is uitgebracht door Rubyworks en Island Records. In België stond het nummer tien weken lang op de eerste positie in de Vlaamse Ultratop 50. Het nummer was genomineerd voor Best Song of the Year in de 57ste editie van de Grammy Awards, welke uiteindelijk gewonnen werd door Sam Smith met Stay with Me. Tevens is het nummer recordhouder binnen de 3FM Mega Top 50 voor 'langste aanloop voor een nummer 1-hit', waarbij het pas na 19 weken notering op nummer 1 kwam te staan.

## Hitnoteringen

### Nederlandse Top 40
| Hitnotering: (Week 1 t/m 4) 12-07-2014 t/m 02-08-2014 Hitnotering: (Week 5 t/m 28) 22-11-2014 t/m 09-05-2015 | Hitnotering: (Week 1 t/m 4) 12-07-2014 t/m 02-08-2014 Hitnotering: (Week 5 t/m 28) 22-11-2014 t/m 09-05-2015 | Hitnotering: (Week 1 t/m 4) 12-07-2014 t/m 02-08-2014 Hitnotering: (Week 5 t/m 28) 22-11-2014 t/m 09-05-2015 | Hitnotering: (Week 1 t/m 4) 12-07-2014 t/m 02-08-2014 Hitnotering: (Week 5 t/m 28) 22-11-2014 t/m 09-05-2015 | Hitnotering: (Week 1 t/m 4) 12-07-2014 t/m 02-08-2014 Hitnotering: (Week 5 t/m 28) 22-11-2014 t/m 09-05-2015 | Hitnotering: (Week 1 t/m 4) 12-07-2014 t/m 02-08-2014 Hitnotering: (Week 5 t/m 28) 22-11-2014 t/m 09-05-2015 | Hitnotering: (Week 1 t/m 4) 12-07-2014 t/m 02-08-2014 Hitnotering: (Week 5 t/m 28) 22-11-2014 t/m 09-05-2015 | Hitnotering: (Week 1 t/m 4) 12-07-2014 t/m 02-08-2014 Hitnotering: (Week 5 t/m 28) 22-11-2014 t/m 09-05-2015 | Hitnotering: (Week 1 t/m 4) 12-07-2014 t/m 02-08-2014 Hitnotering: (Week 5 t/m 28) 22-11-2014 t/m 09-05-2015 | Hitnotering: (Week 1 t/m 4) 12-07-2014 t/m 02-08-2014 Hitnotering: (Week 5 t/m 28) 22-11-2014 t/m 09-05-2015 | Hitnotering: (Week 1 t/m 4) 12-07-2014 t/m 02-08-2014 Hitnotering: (Week 5 t/m 28) 22-11-2014 t/m 09-05-2015 | Hitnotering: (Week 1 t/m 4) 12-07-2014 t/m 02-08-2014 Hitnotering: (Week 5 t/m 28) 22-11-2014 t/m 09-05-2015 | Hitnotering: (Week 1 t/m 4) 12-07-2014 t/m 02-08-2014 Hitnotering: (Week 5 t/m 28) 22-11-2014 t/m 09-05-2015 | Hitnotering: (Week 1 t/m 4) 12-07-2014 t/m 02-08-2014 Hitnotering: (Week 5 t/m 28) 22-11-2014 t/m 09-05-2015 | Hitnotering: (Week 1 t/m 4) 12-07-2014 t/m 02-08-2014 Hitnotering: (Week 5 t/m 28) 22-11-2014 t/m 09-05-2015 | Hitnotering: (Week 1 t/m 4) 12-07-2014 t/m 02-08-2014 Hitnotering: (Week 5 t/m 28) 22-11-2014 t/m 09-05-2015 |
| Week: | 1 | 2 | 3 | 4 | | 5 | 6 | 7 | 8 | 9 | 10 | 11 | 12 | 13 | 14 |
| --- | --- | --- | --- | --- | --- | --- | --- | --- | --- | --- | --- | --- | --- | --- | --- |
| Positie: | 39 | 38 | 37 | 34 | uit | 24 | 14 | 6 | 4 | 4 | 2 | 2 | 3 | 4 | 4 |
| Week: | 15 | 16 | 17 | 18 | 19 | 20 | 21 | 22 | 23 | 24 | 25 | 26 | 27 | 28 | |
| Positie: | 3 | 2 | 2 | 4 | 5 | 7 | 7 | 12 | 12 | 15 | 26 | 29 | 33 | 38 | uit |

### NederlandseSingle Top 100
| Hitnotering (week 1 t/m 72): 05-07-2014 t/m 14-11-2015 Hitnotering (week 73): 09-01-2016 | Hitnotering (week 1 t/m 72): 05-07-2014 t/m 14-11-2015 Hitnotering (week 73): 09-01-2016 | Hitnotering (week 1 t/m 72): 05-07-2014 t/m 14-11-2015 Hitnotering (week 73): 09-01-2016 | Hitnotering (week 1 t/m 72): 05-07-2014 t/m 14-11-2015 Hitnotering (week 73): 09-01-2016 | Hitnotering (week 1 t/m 72): 05-07-2014 t/m 14-11-2015 Hitnotering (week 73): 09-01-2016 | Hitnotering (week 1 t/m 72): 05-07-2014 t/m 14-11-2015 Hitnotering (week 73): 09-01-2016 | Hitnotering (week 1 t/m 72): 05-07-2014 t/m 14-11-2015 Hitnotering (week 73): 09-01-2016 | Hitnotering (week 1 t/m 72): 05-07-2014 t/m 14-11-2015 Hitnotering (week 73): 09-01-2016 | Hitnotering (week 1 t/m 72): 05-07-2014 t/m 14-11-2015 Hitnotering (week 73): 09-01-2016 | Hitnotering (week 1 t/m 72): 05-07-2014 t/m 14-11-2015 Hitnotering (week 73): 09-01-2016 | Hitnotering (week 1 t/m 72): 05-07-2014 t/m 14-11-2015 Hitnotering (week 73): 09-01-2016 | Hitnotering (week 1 t/m 72): 05-07-2014 t/m 14-11-2015 Hitnotering (week 73): 09-01-2016 | Hitnotering (week 1 t/m 72): 05-07-2014 t/m 14-11-2015 Hitnotering (week 73): 09-01-2016 | Hitnotering (week 1 t/m 72): 05-07-2014 t/m 14-11-2015 Hitnotering (week 73): 09-01-2016 | Hitnotering (week 1 t/m 72): 05-07-2014 t/m 14-11-2015 Hitnotering (week 73): 09-01-2016 | Hitnotering (week 1 t/m 72): 05-07-2014 t/m 14-11-2015 Hitnotering (week 73): 09-01-2016 | Hitnotering (week 1 t/m 72): 05-07-2014 t/m 14-11-2015 Hitnotering (week 73): 09-01-2016 | Hitnotering (week 1 t/m 72): 05-07-2014 t/m 14-11-2015 Hitnotering (week 73): 09-01-2016 | Hitnotering (week 1 t/m 72): 05-07-2014 t/m 14-11-2015 Hitnotering (week 73): 09-01-2016 | Hitnotering (week 1 t/m 72): 05-07-2014 t/m 14-11-2015 Hitnotering (week 73): 09-01-2016 | Hitnotering (week 1 t/m 72): 05-07-2014 t/m 14-11-2015 Hitnotering (week 73): 09-01-2016 |
| Week:                                                                                    | 1                                                                                        | 2                                                                                        | 3                                                                                        | 4                                                                                        | 5                                                                                        | 6                                                                                        | 7                                                                                        | 8                                                                                        | 9                                                                                        | 10                                                                                       | 11                                                                                       | 12                                                                                       | 13                                                                                       | 14                                                                                       | 15                                                                                       | 16                                                                                       | 17                                                                                       | 18                                                                                       | 19                                                                                       | 20                                                                                       |
| ---------------------------------------------------------------------------------------- | ---------------------------------------------------------------------------------------- | ---------------------------------------------------------------------------------------- | ---------------------------------------------------------------------------------------- | ---------------------------------------------------------------------------------------- | ---------------------------------------------------------------------------------------- | ---------------------------------------------------------------------------------------- | ---------------------------------------------------------------------------------------- | ---------------------------------------------------------------------------------------- | ---------------------------------------------------------------------------------------- | ---------------------------------------------------------------------------------------- | ---------------------------------------------------------------------------------------- | ---------------------------------------------------------------------------------------- | ---------------------------------------------------------------------------------------- | ---------------------------------------------------------------------------------------- | ---------------------------------------------------------------------------------------- | ---------------------------------------------------------------------------------------- | ---------------------------------------------------------------------------------------- | ---------------------------------------------------------------------------------------- | ---------------------------------------------------------------------------------------- | ---------------------------------------------------------------------------------------- |
| Positie:                                                                                 | 34                                                                                       | 38                                                                                       | 48                                                                                       | 48                                                                                       | 41                                                                                       | 47                                                                                       | 53                                                                                       | 64                                                                                       | 65                                                                                       | 62                                                                                       | 66                                                                                       | 56                                                                                       | 47                                                                                       | 61                                                                                       | 56                                                                                       | 56                                                                                       | 58                                                                                       | 54                                                                                       | 46                                                                                       | 17                                                                                       |
| Week:                                                                                    | 21                                                                                       | 22                                                                                       | 23                                                                                       | 24                                                                                       | 25                                                                                       | 26                                                                                       | 27                                                                                       | 28                                                                                       | 29                                                                                       | 30                                                                                       | 31                                                                                       | 32                                                                                       | 33                                                                                       | 34                                                                                       | 35                                                                                       | 36                                                                                       | 37                                                                                       | 38                                                                                       | 39                                                                                       | 40                                                                                       |
| Positie:                                                                                 | 14                                                                                       | 5                                                                                        | 6                                                                                        | 2                                                                                        | 2                                                                                        | 4                                                                                        | 2                                                                                        | 2                                                                                        | 2                                                                                        | 3                                                                                        | 2                                                                                        | 3                                                                                        | 4                                                                                        | 4                                                                                        | 5                                                                                        | 8                                                                                        | 8                                                                                        | 9                                                                                        | 9                                                                                        | 11                                                                                       |
| Week:                                                                                    | 41                                                                                       | 42                                                                                       | 43                                                                                       | 44                                                                                       | 45                                                                                       | 46                                                                                       | 47                                                                                       | 48                                                                                       | 49                                                                                       | 50                                                                                       | 51                                                                                       | 52                                                                                       | 53                                                                                       | 54                                                                                       | 55                                                                                       | 56                                                                                       | 57                                                                                       | 58                                                                                       | 59                                                                                       | 60                                                                                       |
| Positie:                                                                                 | 13                                                                                       | 14                                                                                       | 20                                                                                       | 20                                                                                       | 24                                                                                       | 29                                                                                       | 36                                                                                       | 39                                                                                       | 40                                                                                       | 46                                                                                       | 49                                                                                       | 53                                                                                       | 57                                                                                       | 54                                                                                       | 55                                                                                       | 58                                                                                       | 60                                                                                       | 61                                                                                       | 61                                                                                       | 59                                                                                       |
| Week:                                                                                    | 61                                                                                       | 62                                                                                       | 63                                                                                       | 64                                                                                       | 65                                                                                       | 66                                                                                       | 67                                                                                       | 68                                                                                       | 69                                                                                       | 70                                                                                       | 71                                                                                       | 72                                                                                       |                                                                                          | 73                                                                                       |                                                                                          |                                                                                          |                                                                                          |                                                                                          |                                                                                          |                                                                                          |
| Positie:                                                                                 | 65                                                                                       | 70                                                                                       | 72                                                                                       | 76                                                                                       | 81                                                                                       | 87                                                                                       | 81                                                                                       | 82                                                                                       | 81                                                                                       | 84                                                                                       | 88                                                                                       | 96                                                                                       | uit                                                                                      | 96                                                                                       | uit                                                                                      |                                                                                          |                                                                                          |                                                                                          |                                                                                          |                                                                                          |

### 3FM Mega Top 50
| Hitnotering (week 1 t/m 9): 28-06-2014 t/m 23-08-2014 Hitnotering (week 10 t/m 39): 15-11-2014 t/m 06-06-2015 | Hitnotering (week 1 t/m 9): 28-06-2014 t/m 23-08-2014 Hitnotering (week 10 t/m 39): 15-11-2014 t/m 06-06-2015 | Hitnotering (week 1 t/m 9): 28-06-2014 t/m 23-08-2014 Hitnotering (week 10 t/m 39): 15-11-2014 t/m 06-06-2015 | Hitnotering (week 1 t/m 9): 28-06-2014 t/m 23-08-2014 Hitnotering (week 10 t/m 39): 15-11-2014 t/m 06-06-2015 | Hitnotering (week 1 t/m 9): 28-06-2014 t/m 23-08-2014 Hitnotering (week 10 t/m 39): 15-11-2014 t/m 06-06-2015 | Hitnotering (week 1 t/m 9): 28-06-2014 t/m 23-08-2014 Hitnotering (week 10 t/m 39): 15-11-2014 t/m 06-06-2015 | Hitnotering (week 1 t/m 9): 28-06-2014 t/m 23-08-2014 Hitnotering (week 10 t/m 39): 15-11-2014 t/m 06-06-2015 | Hitnotering (week 1 t/m 9): 28-06-2014 t/m 23-08-2014 Hitnotering (week 10 t/m 39): 15-11-2014 t/m 06-06-2015 | Hitnotering (week 1 t/m 9): 28-06-2014 t/m 23-08-2014 Hitnotering (week 10 t/m 39): 15-11-2014 t/m 06-06-2015 | Hitnotering (week 1 t/m 9): 28-06-2014 t/m 23-08-2014 Hitnotering (week 10 t/m 39): 15-11-2014 t/m 06-06-2015 | Hitnotering (week 1 t/m 9): 28-06-2014 t/m 23-08-2014 Hitnotering (week 10 t/m 39): 15-11-2014 t/m 06-06-2015 | Hitnotering (week 1 t/m 9): 28-06-2014 t/m 23-08-2014 Hitnotering (week 10 t/m 39): 15-11-2014 t/m 06-06-2015 | Hitnotering (week 1 t/m 9): 28-06-2014 t/m 23-08-2014 Hitnotering (week 10 t/m 39): 15-11-2014 t/m 06-06-2015 | Hitnotering (week 1 t/m 9): 28-06-2014 t/m 23-08-2014 Hitnotering (week 10 t/m 39): 15-11-2014 t/m 06-06-2015 | Hitnotering (week 1 t/m 9): 28-06-2014 t/m 23-08-2014 Hitnotering (week 10 t/m 39): 15-11-2014 t/m 06-06-2015 | Hitnotering (week 1 t/m 9): 28-06-2014 t/m 23-08-2014 Hitnotering (week 10 t/m 39): 15-11-2014 t/m 06-06-2015 | Hitnotering (week 1 t/m 9): 28-06-2014 t/m 23-08-2014 Hitnotering (week 10 t/m 39): 15-11-2014 t/m 06-06-2015 | Hitnotering (week 1 t/m 9): 28-06-2014 t/m 23-08-2014 Hitnotering (week 10 t/m 39): 15-11-2014 t/m 06-06-2015 | Hitnotering (week 1 t/m 9): 28-06-2014 t/m 23-08-2014 Hitnotering (week 10 t/m 39): 15-11-2014 t/m 06-06-2015 | Hitnotering (week 1 t/m 9): 28-06-2014 t/m 23-08-2014 Hitnotering (week 10 t/m 39): 15-11-2014 t/m 06-06-2015 | Hitnotering (week 1 t/m 9): 28-06-2014 t/m 23-08-2014 Hitnotering (week 10 t/m 39): 15-11-2014 t/m 06-06-2015 | Hitnotering (week 1 t/m 9): 28-06-2014 t/m 23-08-2014 Hitnotering (week 10 t/m 39): 15-11-2014 t/m 06-06-2015 |
| Week: | 1 | 2 | 3 | 4 | 5 | 6 | 7 | 8 | 9 | | 10 | 11 | 12 | 13 | 14 | 15 | 16 | 17 | 18 | 19 | 20 |
| --- | --- | --- | --- | --- | --- | --- | --- | --- | --- | --- | --- | --- | --- | --- | --- | --- | --- | --- | --- | --- | --- |
| Positie: | 43 | 24 | 21 | 17 | 15 | 24 | 38 | 45 | 48 | uit | 25 | 19 | 13 | 8 | 3 | 2 | 2 | 2 | 2 | 1 | 2 |
| Week: | 21 | 22 | 23 | 24 | 25 | 26 | 27 | 28 | 29 | 30 | 31 | 32 | 33 | 34 | 35 | 36 | 37 | 38 | 39 | | |
| Positie: | 2 | 3 | 3 | 3 | 4 | 7 | 10 | 12 | 12 | 12 | 13 | 28 | 26 | 29 | 29 | 29 | 41 | 41 | 47 | uit | |

### NPO Radio 2 Top 2000
| Nummer met noteringen in de NPO Radio 2 Top 2000 | '14 | '15 | '16 | '17 | '18 | '19 | '20 | '21 | '22 | '23 | '24 |
| ------------------------------------------------ | --- | --- | --- | --- | --- | --- | --- | --- | --- | --- | --- |
| Take Me to Church                                | 521 | 103 | 198 | 269 | 327 | 360 | 423 | 436 | 465 | 317 | 234 |

1. ↑  Een vetgedrukt getal geeft de hoogste notering aan.
2. ↑  2014 was het eerste jaar met een notering voor dit nummer.

## Releasedata
| Land             | Releasedatum      | Formaat        | Label     |
| ---------------- | ----------------- | -------------- | --------- |
| Ierland          | 20 maart 2014     | Muziekdownload | Rubyworks |
| Verenigde Staten | 16 september 2014 | Radio          | Columbia  |